# メルティングポット
メルティングポットは、かつて存在した日本のバンド。愛称メルポ。八神純子のプロデビュー前の1977年からヤマハ音楽振興会離脱の1984年2月までの間、八神のバックバンドを務めたことで有名。
1980年の紅白歌合戦に八神のバックバンドとして出演。（曲名：パープルタウン 〜You Oughta Know By Now〜）

## 成り立ち
リーダーである矢萩秀明が、ネム音楽院で同期だった藤岡敏則、宮崎まさひろの二人の他、田代修二、桧山正利と組んでいた「矢萩バンド」が母体。
八神が本格プロデビューする前年の1977年に専属バックバンドを務めることになり、新しくバンド名をつけるように言われていた時、音楽誌を読んでいた矢萩が、ジョー・サンプルのインタビュー記事で「ニューヨークはメルティングポットだから」というコメントに目が留まり、「自分達のバンドも様々なバック・ボーンを持った者の集まりだ」と思ったのがバンド名の由来である。
なお、1982年には山川恵津子と鳴海寛のユニット「東北新幹線」がアルバム「Thru Traffic」をリリースし、AORやブラック・コンテンポラリー影響下のメロウかつ洗練されたアーバン・ポップ・サウンドは今でも高い評価を受けている。

## メンバー
| 氏名                           | 生年月日                      | 出身地 | 担当                 | 在籍期間          | 備考     |
| ------------------------------ | ----------------------------- | ------ | -------------------- | ----------------- | -------- |
| 矢萩秀明 （やはぎ ひであき）   | 1955年6月14日（69歳）         | 宮城県 | ギター               | 1977年 - 1984年   | リーダー |
| 藤岡敏則 （ふじおか としのり） | 1955年9月3日（69歳）          | 北海道 | ベース               | 1977年 - 1984年   |          |
| 田代修二 （たしろ しゅうじ）   | 1954年7月28日（70歳）         |        | キーボード           | 1977年 - 1984年   |          |
| 桧山正利 （ひやま まさとし）   | 1950年6月28日 - 2021年12月3日 |        | ラテンパーカッション | 1977年 - 1984年   |          |
| 藤村順 （ふじむら じゅん）     | 1955年1月1日                  | 山口県 | ドラム               | 1981年春 - 1984年 |          |
| 大山ナオコ （おおやま なおこ） |                               |        | キーボード           | 1983年秋 - 1984年 |          |

### 元メンバー
| 氏名                               | 生年月日                      | 出身地       | 担当                              | 在籍期間                              | 備考                                                         |
| ---------------------------------- | ----------------------------- | ------------ | --------------------------------- | ------------------------------------- | ------------------------------------------------------------ |
| 宮崎まさひろ （みやざき まさひろ） | 1955年4月25日（69歳）         | 大阪府       | ドラム                            | 1977年 - 1978年                       |                                                              |
| 岩崎雄一 （いわさき ゆういち）     | 1955年6月13日（69歳）         |              | セカンドギター                    | 1978年秋 - 1980年夏                   |                                                              |
| 豊田勝敏 （とよだ かつとし）       | 1953年5月6日（71歳）          |              | ドラム                            | 1979年 - 1979年秋 1980年夏 - 1981年春 |                                                              |
| 高橋伸之 （たかはし のぶゆき）     | 1955年2月??日                 | 岩手県       | ドラム                            | 1979年秋 - 1980年夏                   | 脱退後、浜田省吾のバックバンドTHE FUSEのメンバーとして参加。 |
| 山川恵津子 （やまかわ えつこ）     | 1956年11月12日（68歳）        | 京都府京都市 | キーボード バッキングボーカル     | 1979年 - 1983年                       |                                                              |
| 鳴海寛 （なるみ ひろし）           | 1958年3月20日 - 2015年7月??日 | 東京都新宿区 | セカンドギター バッキングボーカル | 1980年夏 - 1983年                     |                                                              |

## ディスコグラフィー

### ライブ・アルバム
| 枚          | 発売日        | タイトル                                       |
| VIVID SOUND | VIVID SOUND   | VIVID SOUND                                    |
| ----------- | ------------- | ---------------------------------------------- |
| 1st         | 2017年6月28日 | Melting Pot featuring 鳴海寛 Live at Egg-man + |